# Oscarella imperialis
Oscarella imperialis är en svampdjursart som beskrevs av Muricy, Boury-Esnault, Bézac och Jean Vacelet 1996. Oscarella imperialis ingår i släktet Oscarella och familjen Plakinidae. Inga underarter finns listade i Catalogue of Life.